# 그리스인 집단학살
그리스인 집단학살은 1910년대와 1920년대에 오스만 제국 또는 튀르키예 정부가 기독교계 오스만 그리스인을 학살한 사건이다.

## 같이 보기
- 아르메니아인 집단학살
- 그리스-튀르키예 인구 교환
- 오스만 제국 후기 집단학살